# Oarces reticulatus
Genre
Espèce
Synonymes
- Arkys reticulatus Nicolet, 1849
- Arkys flavescens Nicolet, 1849
- Arkys gayi Nicolet, 1849
- Arkys inflatus Nicolet, 1849
- Arkys liliputanus Nicolet, 1849
- Arkys piriformis Nicolet, 1849

Oarces reticulatus, unique représentant du genre Oarces, est une espèce d'araignées aranéomorphes de la famille des Araneidae.

## Distribution
Cette espèce se rencontre au Chili et en Argentine,.

## Description
La femelle décrite par Tullgren en 1902 mesure 3,8 mm

## Systématique et taxinomie
Cette espèce a été décrite sous le protonyme Arkys reticulatus par Nicolet en 1849. Elle est placée dans le genre Oarces par Simon en 1879.
Arkys flavescens, Arkys gayi, Arkys inflatus, Arkys liliputanus et Arkys piriformis ont été placées en synonymie par Simon en 1879.

## Publications originales
- Nicolet, 1849 : « Aracnidos. » Historia física y política de Chile. Zoología, vol. 3, p. 319-543.
- Simon, 1879 : « Note sur les Epeiridae de la sous-famille des Arcyinae. » Annales de la Société Entomologie de Belgique, vol. 22, p. 55-61 (texte intégral).